# Svartebo hammare
Svartebo hammare, är ett före detta bruk i Finspångs kommun (Hällestads socken) i Östergötland.

## Historia
Svartebo hammare var belägget i Hällestads socken. Platsen hade en hytta som lades ner 1640. En hammare på platsen nämns första gången 1652 som ägdes av bergsmannen Daniel Arvidsson. Från bruket härstammar smedsläkten Swartling, då smeden Sven Månsson som arbetade på hammaren antog namnet Swartling efter platsen. På bruket fanns även smedsläkterna Rubbert och Dunder.
Bruket ägdes 1704 av bergsmannen Bengt Danielsson, som var delägare i bruket. År 1714 hade hammarsmedjan bränts upp vid en olycka. Bruket lades ner 1836.

### Smeder
Lista över smeder vid bruket:
- Sven Månsson Svartling (1611–1696).[1]
- Karl Gustaf Skeppstedt (1774–1851).[1]
- Jan Strömberg (1796–1855).[1]